# George Band
George Band, né le 2 février 1929 à Taïwan et mort le 26 août 2011 dans le comté de Hampshire, est un géologue et alpiniste britannique qui a participé à de nombreuses expéditions importantes.

## Biographie
George Band commence l'alpinisme dans les Alpes alors qu'il est étudiant au Queens' College de l'Université de Cambridge. 
En 1953, il est le plus jeune participant à l'expédition sur l'Everest conduite par Henry Cecil John Hunt. L'année suivante, il se rend au Karakoram avec Alfred Tissières pour tenter l'ascension du Rakaposhi, sans pouvoir dépasser les 6 340 m en raison des mauvaises conditions météorologiques. En 1955, Joe Brown et lui deviennent les premiers alpinistes à réussir l'ascension du Kangchenjunga, le troisième plus haut sommet sur Terre. Par respect pour les croyances religieuses des peuples du Népal et du Sikkim, ils se sont arrêtés quelques mètres avant le sommet réel. 
George Band part ensuite au Pérou tenter l'ascension de la Pyramide de Garcilaso (cordillère Blanche), explorer une partie de la cordillère Huaytapallana (région de Junín) et le massif de Navado Pumasillo Vilcabamba. 
En 1958, il effectue l'ascension du Dykh-Tau dans le Caucase. En 1962, il revient en Amérique du Sud et gravit le pic Bolívar, point culminant du Venezuela, par une nouvelle voie d'escalade. Toutes ces expéditions ont été l'occasion pour George Band de mener des recherches géologiques poussées, faisant l'objet de publications.
Par la suite, George Band passe l'essentiel de sa vie professionnelle dans la prospection du pétrole et du gaz. En 2005, alors qu'il est encore actif à l'âge de 76 ans, Band fait le voyage jusqu'au camp de base du Kangchenjunga. 
George Band a été le président de l'Alpine Club et du British Mountaineering Council (en). 

## Distinction
- Ordre de l'Empire britannique à titre civil : officier le 31 décembre 2008[3].

## Ouvrages
- (en) George Band, Road to Rakaposhi, Hodder and Stoughton, 1955, 192 p.
- (en) George Band, M. H. Westmacott et John Kempe, The exploration of Huagaruncho : a Peruvian journey. I. Travels and climbing of the advance party, Hodder and Stoughton, 1957, 192 p.
- (en) George Band, Everest : 50 years on top of the world, Collins, 2003, 256 p.
- (en) George Band, Everest Exposed, Collins, 2005, 352 p.
- (en) George Band, Summit : 150 Years of the Alpine Club, Collins, 2006, 256 p.